# 호야 (식물)
호야(학명: Hoya)는 공식적으로 500여종을 포함하는 열대 식물의 속이다. 전에 박주가리과에 속했으나 유전자 검사에 의해 협죽도과내에 박주가리아과에 들어갔다. 대부분은 필리핀, 인도, 태국, 말레이시아, 베트남, 방글라데시, 인도네시아, 폴리네시아, 뉴기니 와 같은 아시아 몇몇 나라에 자생하며, 호주에서도 매우 다양한 종을 찾을 수 있다. 다만 현재는 세계의 다른 여러장소에 전파되어 실내용 화초로 기른다.
한국에서는 자생종이 없으며, 때문에 국가기관에서조차 3종만 등록이 되어 있다.
영어 사용권에서 이 속(genes)의 일반적인 이름은 왁스플랜트(waxplant), 왁스바인(waxvine), 왁스플라워(waxflower) 또는 단순히 호야(hoya)이다. 호야라는 이름은 식물학자 로버트 브라운(Robert Brown)이 그의 친구인 식물학자 토마스 호이(Thomas Hoy)를 기리기 위해 명명한 것이다.

## 설명

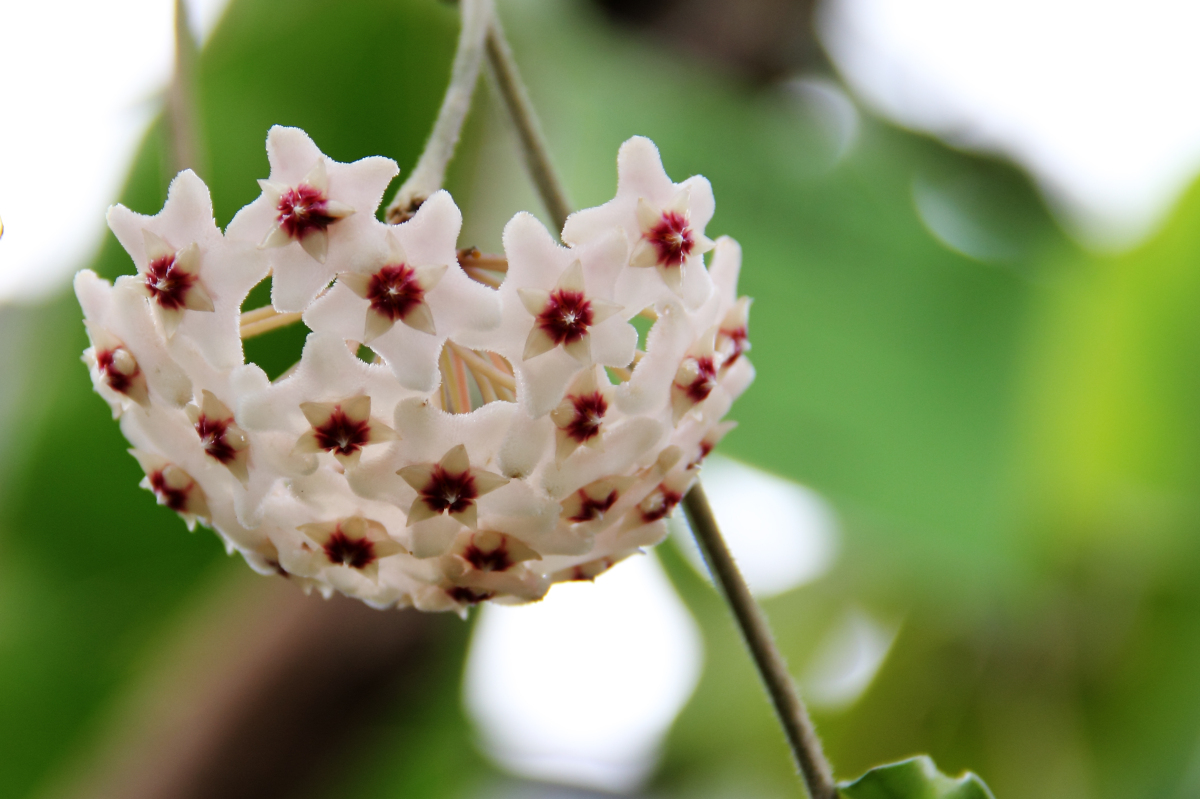
호야 카르노사

호야는 상록 다년생 덩굴 또는 덩굴식물 또는 드물게 관목이다. 종종 나무에서 착생하는데, 일부는 육지에서 자라거나 때때로 바위가 많은 지역에서 자란다.  호야는 휘감거나 우발적으로 생성된 뿌리를 이용하여 덩굴이 올라간다. 상대적으로 큰 종은 1–18 미터 (3–59 ft) 까지 자라며, 나무에 적당한 지지를 할 수 있을 때 조금 더 클 수도 있다. 잎은 마주나고 형태는 전연(全緣, entire)이며 대부분 전형적인 다육 식물이다. 잎모양은 다양하며 부드럽거나 펠트 또는 머리카락과 같은 질감을 나타내기도 한다. 엽맥은 도드라져 보일 수도, 그렇지 않을 수도 있으며, 많은 종에서 잎 표면에 불규칙한 작은 은빛 반점을 볼 수 있다.
꽃은 꽃자루 끝의 겨드랑이에서 산형의 다발로 핀다. 호야의 꽃자루는 일반적으로 스퍼(영어:spurs)라고 일컬어지며, 대부분의 종에서 이 스퍼는 다년생이며 좀처럼 시들지 않는다. 개화 주기가 반복될수록 스퍼의 길이가 증가하는데, 큰 종의 경우 27 센티미터 (11 in) 또는 그 이상에 달할 수도 있다. 꽃의 크기는 직경 3 밀리미터 (0.12 in) ( Hoya bilobata Schltr.)에서 95 밀리미터 (3.7 in)( H. lauterbachii K. Schuman에서)까지 다양하다. 꽃의 형태는 전형적으로 별 모양이며, 두껍고 밀랍 느낌이 나는 삼각형의 꽃잎 5개가 있으며 그 위에 또 다른 별 모양 구조인 코로나(영어:corona)가 있다. 대부분의 종에서 색상은 흰색에서 분홍색까지이며, 노란색에서 주황색, 짙은 빨간색에서 거의 검은색을 나타내거나 녹색인 꽃도 있다. 많은 경우 향긋한 꽃내음이 난다. 또한 대부분 풍부한 과즙을 생산한다.
꽃가루 매개자에는 나방, 파리, 개미가 포함된다. 수분을 어떻게 하는지는 아직 제대로 알려지지 않은 상태이며, 온대 지역에서 야외에 남겨두는 경우 종종 씨앗을 생산하는 것으로 보아, 해당 지역에 서식하는 곤충이 수분에 관계한다고 이해할 수 있다.
씨앗은 쌍 꼬투리 형태로 실제로는 골돌(영어:follicle)로 생성되며, 일반적으로 가볍고, 매우 부드러운 보풀로 이루어진 작은 다발이 되어 바람을 타고 분산된다. 발아는 빠른 편이나, 생존력은 길지 않다.

### 잎
잎은 크기, 질감, 색상 및 엽맥이 다양하다. 잎의 크기는 길이 최소 5 밀리미터 mm, 폭 2 ~ 4 밀리미터 (Hoya engleriana Hosseus)부터 최대 길이 및 폭이 25 cm x 35 센티미터. (Hoya latifolia G. Don)에 이른다. 호야 코리아키아 블루메(Hoya coriacea Blume)는 잎 길이가 2 피트에 달하는 것으로 보고된 적이 있다. 거의 완전하게 둥근 잎을 가진 호야와 선형 잎을 가진 호야가 있다(Hoya linearis Wall. ex. D. Don / Hoya teretifolia Griff. ex Hook. f.). 인기 있는 종인 호야 쉐페르디 쇼트 이엑스 후크(Hoya Shepherdii Short ex Hook)의 줄기에는 다발로 매달려있는 풋강낭콩 모양의 잎이 있다. 호야 리니아리스 월 이엑스 디 돈(Hoya linearis Wall. ex D. Don)은 가느다란 솜털로 덮여 있으며 자생지에서 나무에 매달려 있는 스페인 이끼(학명:Tillandsia usneoides) 덩어리를 닮았다. 일부 호야 잎은 잎맥이 없는 것처럼 보이는 반면 다른 호야 잎은 호야 시노모미폴리아(H. cinnomomifolia)에서와 같이 나머지 잎보다 밝거나 어두운 색의 눈에 띄는 잎맥을 가지고 있다. 또 어떤 것들은 은백색 반점으로 얼룩덜룩한 잎을 가지고 있으며( Hoya carnosa R. Br., Hoya pubicalyx ), 일부 호야는 잎이 얇고 반투명하며(Hoya coriacea Blume), 잎이 매우 두텁고 즙이 많아 호야가 아닌 대구돌나물처럼 보이는 것도 있다(Hoya australis ssp. rupicola, 호주의 oramicola 및 saniae 및 태국의 Hoya pachyclada ). 즙이 가장 많은 호야 케리(학명:Hoya kerrii Craib)는 줄기에서 갈라진 틈이 있는 거꾸로 된 하트 모양의 잎(obcordate)을 가지고 있다.

### 꽃

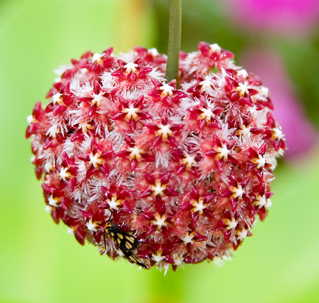
호야 민도렌시스(Hoya mindorensis)

호야 꽃은 꼭지점이 다섯개인 별 모양이다. 일부 종의 꽃잎은 꽃이 둥글거나 공처럼 보일 정도로 굽어 있으며, 산형화서(umble) 또는 일부 종에서는 단독으로 자란다. 산형화는 일부 종에서 인상적인 형태를 만들어 내며, 많은 종에서 개별 꽃의 직경은 75 mm가 넘는다(H. imperialis Lindl., H. lauterbachii K. Schuman). 호야 코리아키아 블루메(H. coriacea Blume)는 꽃차례가 70개나 되는 것으로 알려져 있으며, 그 각각은 직경이 거의 2 cm이고 산형화의 폭은 30 cm가 넘는다. 꽃이 하나만 피는 호야 파우키플로라(Hoya pauciflora Wight)는 직경이 거의 40 mm에 달하는 꽃을 연중 아무 때나 만들어내지만 그 수는 몇 개 되지 않는다. 꽃 표면의 질감은 부드럽고 광택이 나거나, 무광택, 미세한 털이 있거나, 털이 많은 것도 있다. 필리핀 원산인 호야 민도렌시스(Hoya mindorensis Schltr.)의 두 복제식물 중 하나는 빨간색에 매우 가깝다. 파란색, 자주색, 보라색 꽃은 호야 속에서는 나타나지 않는 것으로 보인다.

## 종
여기에 나열된 종은 Albers & Meve (2002) 에 나와 있으며 플랜트 리스트와 트로피코스에서 승인된 것이다.
- Hoya archboldiana – Indonesia, Papua New Guinea
- Hoya australis – Australia, Fiji, Indonesia (Irian Jaya), Papua New Guinea, Solomon Islands, Tonga
- Hoya bilobata – Philippines
- Hoya carnosa – S. China, India, Japan, Taiwan, Australia (Queensland), Fiji
- Hoya celebica
- Hoya cinnamomifolia – Indonesia (Java)
- Hoya imbricata – Indonesia (Sulawesi), Philippines
- Hoya kerrii – China, Cambodia, Indonesia (Java), Laos, NW. Thailand, S. Vietnam
- Hoya macgillivrayi – Australia (Queensland)
- Hoya megalaster – Papua New Guinea
- Hoya meliflua – Philippines
- Hoya obscura – Philippines
- Hoya serpens – Australia (Queensland), India (E. Himalaya), Nepal
- Hoya siamica – Cambodia, India, Laos, NW. Thailand, Vietnam

## 재배 및 사용
호야의 많은 종은 온대 지역에서 인기 있는 실내용화초(특히 H. carnosa )이며 잎이 매력적이고 꽃에서는 강한 향기가 난다. 잎 모양이나 꽃 색깔에 따라 다양한 품종(cultivar)이 선택되었다. 호야는 실내에서도 잘 자라며, 밝은 빛을 선호하지만 낮은 광도에서도 꽤나 잘 버티며, 밝은 빛 없이는 꽃이 피지 않는다. 꽃은 보통 봄부터 여름사이에 피며, 꽃무리는 둥근 공과 같은 모양을 형성한다. 각 무리(cluster)는 별모양을 한 40개의 개별 꽃들로 이루어지며, 분홍, 흰색, 보라, 노랑 빛갈을 띠고, 꽃에서는 초콜렛 바닐라 향이 난다. 제대로 관리하면 매년 꽃을 볼 수 있다.
식물매장에서 실내용화초로 흔히 판매되는 것은 호야 카르노사(Krimson Queen, Hindu Rope-compacta), 호야 푸비칼릭스(H. pubicalyx - 종종 H. carnosa 또는 H. purpurea-fusca 로 잘못 표기됨) 및 호야 케리(H. kerrii) 품종이다. 호야는 번식이 용이하고, 일반적으로 뿌리가 있거나 없거나 잘라서, 또는 화분으로 판매한다.
호야 카르노사(Hoya carnosa)는 조지아 대학의 최근 연구에 따르면 실내 환경에서 탁월한 오염 물질 제거능력이 있는 것으로 나타났다.
다양한 문화, 특히 폴리네시아 문화에서 호야를 약용으로 사용하였으며, 일부는 가축에 독성이 있으며 호주에서는 양에 대한 중독이 보고되었다.
몇몇 호야 종과 재배품종(cultivar)은 우수한 테라리움 식물이다.

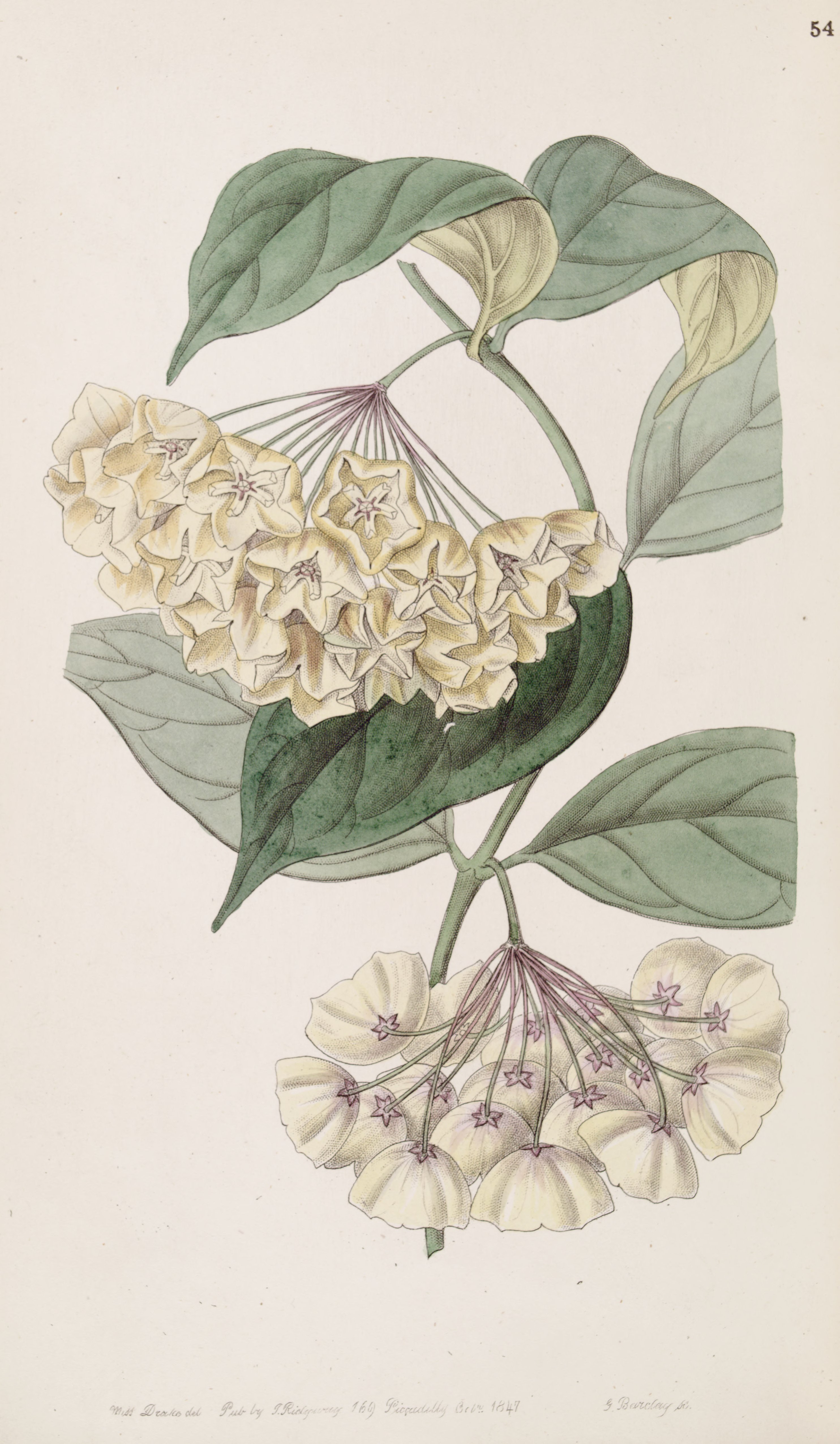
Hoya campanulata
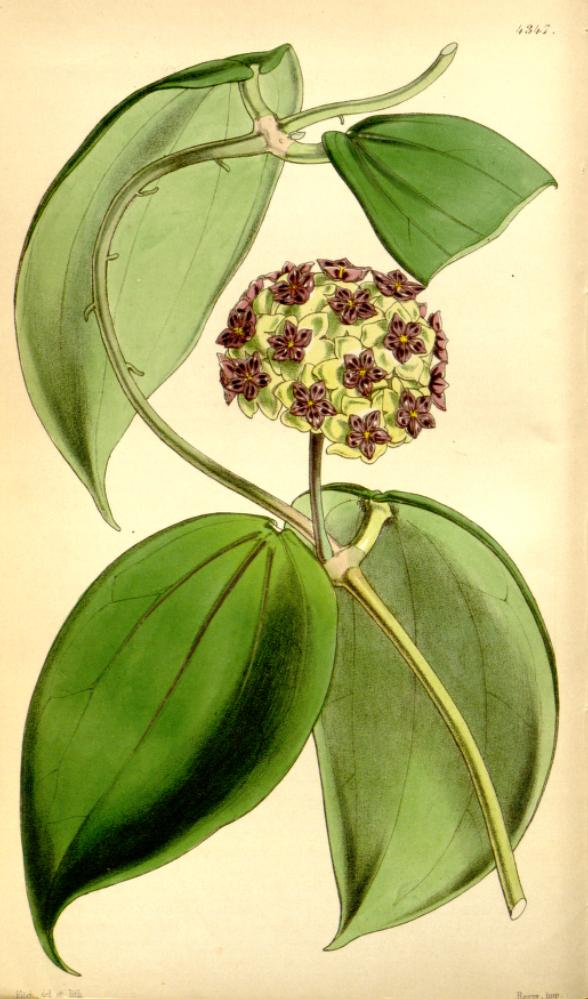
Hoya cinnamomifolia
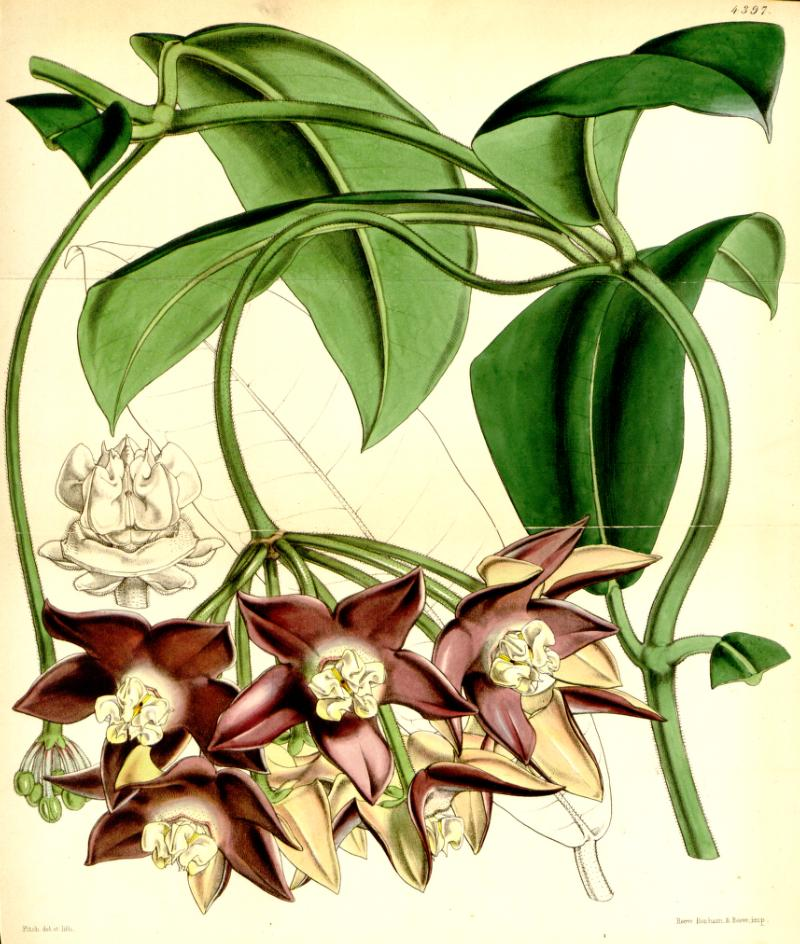
Hoya imperialis
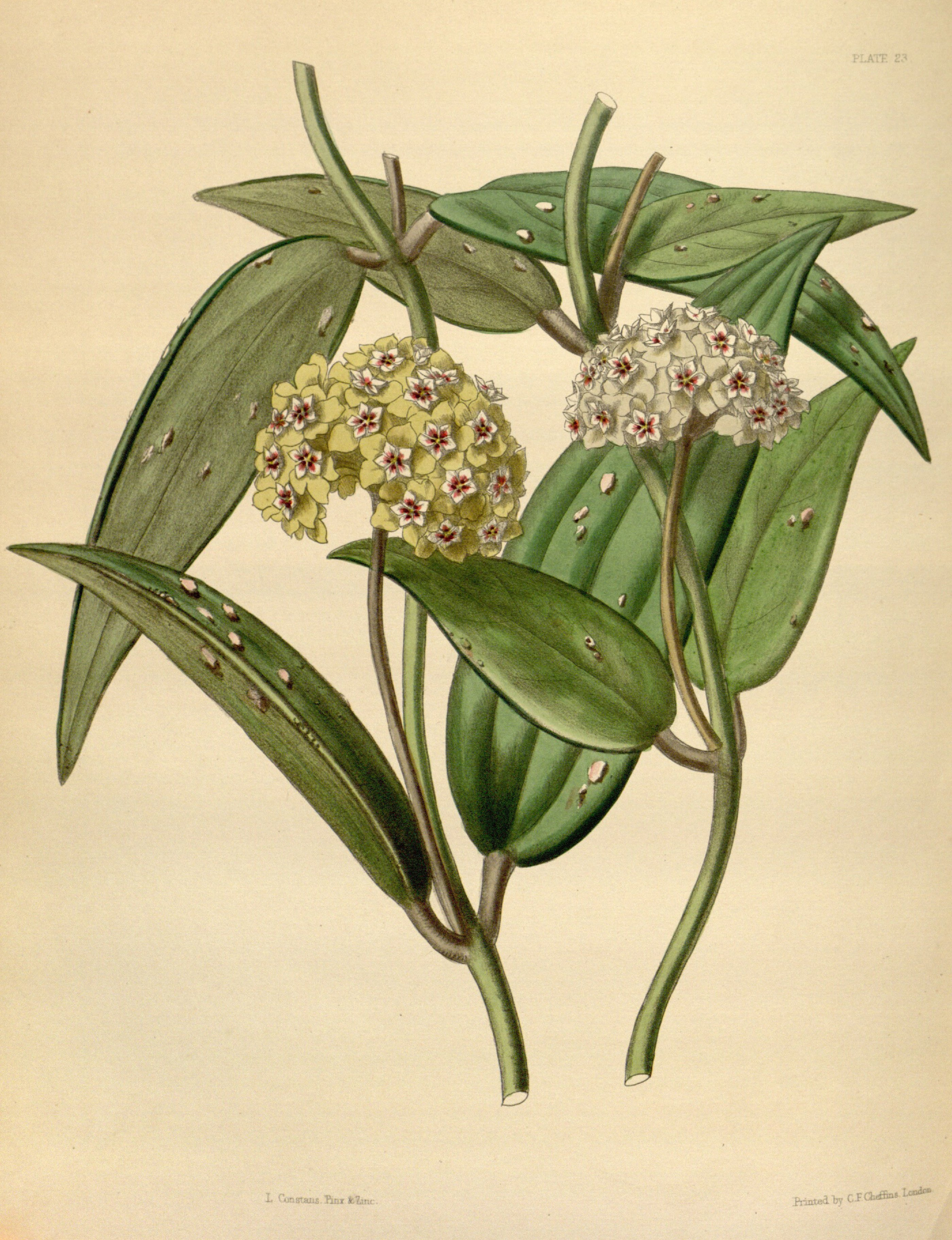
Hoya parasitica
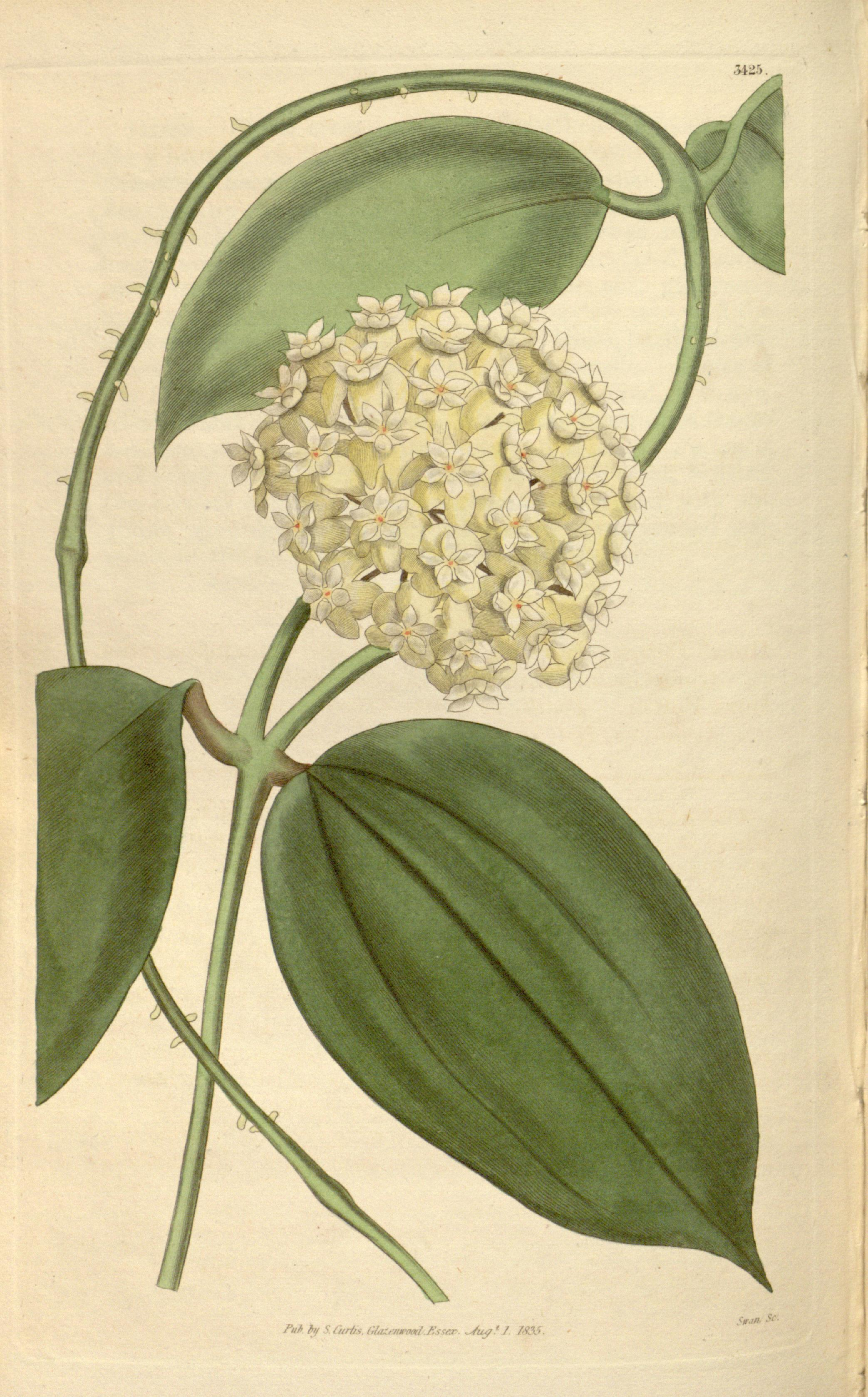
Hoya pottisii

### 서지
- Albers, F.; Meve, U., 편집. (2002), 《Illustrated Handbook of Succulent Plants: Asclepiadaceae》, Springer Verlag, ISBN 978-3-540-41964-8
- Christopher, J.T.; Holtum, J.A.M. (1996), “Patterns of Carbon Partitioning in Leaves of Crassulacean Acid Metabolism Species during Deacidification”, 《Plant Physiology》 112 (1): 393–399, doi:10.1104/pp.112.1.393, PMC 157961, PMID 12226397
- Endress, Mary E.; Bruyns, Peter V. (2000), “A revised classification of the Apocynaceae s.l.” (PDF), 《The Botanical Review》 66 (1): 1–56, doi:10.1007/BF02857781, S2CID 31739212
- Kloppenburg, Dale; Wayman, Ann (2005), 《The World of Hoyas : a book of pictures》 revis판, Central Point, OR: Orca Publishing, ISBN 978-0-9630489-4-3
- Liede-Schumann, S. (2006). The Genera of Asclepiadoideae, Secamonoideae and Periplocoideae (Apocynaceae): Descriptions, Illustrations, Identification, and Information Retrieval Version: 21 September 2000.
- Phillips, Roger (1997). 《The Random House Book of Indoor and Greenhouse Plants (Vol. 2)》. New York: Random House, Incorporated. ISBN 978-0375750281.
- Trimen, Henry (1888). 《Hortus Zeylanicus; A Classified List of the Plants, Both Native and Exotic, Growing in the Royal Botanic Gardens》. P.R. Deniya. ISBN 9781236067777.
- Yang, Dong Sik; Pennisi, Svoboda V.; Son, Ki-Cheol; Kays, Stanley J. (2009), “Screening Indoor Plants for Volatile Organic Pollutant Removal Efficiency”, 《HortScience》 44 (5): 1377–1381, doi:10.21273/HORTSCI.44.5.1377, 2011년 11월 30일에 확인함
- Zachos, Ellen (1997), "Practical Uses of Various Hoya Species"